# サン＝ミッシェル＝ノートルダム駅
サン＝ミッシェル＝ノートルダム駅（フランス語: Gare de Saint-Michel - Notre-Dame）はフランス・パリの5区にある、RERB線とC線の駅。一部の出口は4区のシテ島内や6区にある。B線の駅はパリ交通公団（RATP）が、C線の駅はフランス国鉄（SNCF）が管理している。
駅名はサン＝ミッシェル橋、サン＝ミッシェル広場とノートルダム大聖堂に由来する。メトロ4号線のサン＝ミッシェル駅および10号線のクリュニー＝ラ・ソルボンヌ駅との乗換駅である。

## 歴史
現在のC線の駅は1900年の万国博覧会に合わせ、パリ・オルレアン鉄道がオステルリッツ駅からオルセー駅まで延伸されたときに開業した。開業時はポン・サン＝ミッシェル(Pont Saint-Michel、サン＝ミッシェル橋）という駅名であった。1938年からはフランス国鉄の駅となり、1979年にはRERのC線の駅となった。RER化の際にホームの拡幅工事が行われている。
RER B線の当初の計画では、サン・ミッシェル広場とリュクサンブール駅の中間付近に新駅を作ることになっていた。1971年の計画変更でリュクサンブール駅を存続させるとともにサン・ミッシェルにC線との接続駅を作ることとされた。B線のリュクサンブール駅 - シャトレ＝レ・アル駅間は1977年に開業したが、この時点ではサン＝ミッシェルに駅はまだ設けられていなかった。B線サン＝ミッシェル＝ノートルダム駅の工事は1982年に始まり、1988年2月15日に開業した。これに合わせC線の駅もサン・ミッシェル＝ノートルダム駅と改称された。また第二次世界大戦以来休止中だったメトロ10号線のクリュニー＝ラ・ソルボンヌ駅が営業を再開し、B線との乗換駅となった。
1995年7月25日、B線ホームに停車中の列車内で、アルジェリアのイスラム原理主義組織「武装イスラム集団」による爆弾テロが発生し、8人が死亡、117人が負傷した。これを受けB線ホームに慰霊碑が設置された。
2022年8月、C線プラットフォームは改装工事のため一時閉鎖された。当初は同年12月までに完了する予定だったが、最終的に2023年4月に営業再開した。改良点としては、採光可能な窓設置や換気の改善、エスカレーターの設置が挙げられる。

## 駅構造

### B線

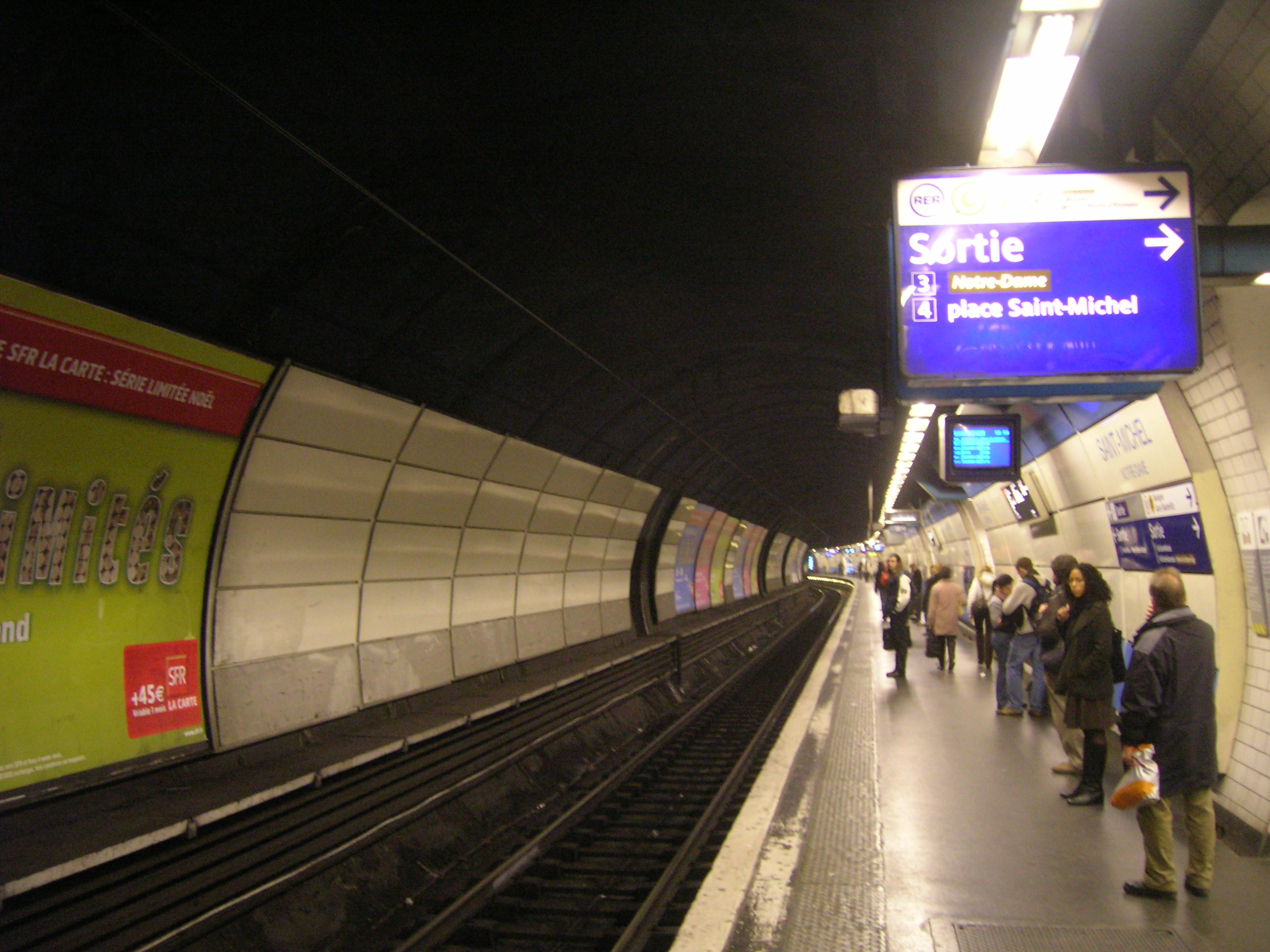
B線ホーム

B線の駅はC線よりも下の層にあり、北半分はセーヌ川の分流とシテ島の地下にある。駅付近ではB線の北行、南行はそれぞれ単線トンネルになっており、ホームはそれぞれのトンネル内の単式ホームである。ただし両ホームはいくつかの連絡通路で結ばれており、階段もこの連絡通路部分に接続しているため、全体で一つの島式ホームとみなすこともできる。
ホーム中央付近の階段・エスカレーターはC線のホーム下の乗換用コンコースに接続しており、ここからC線のホームを経由して地上に出ることができる。またホームの北と南にもそれぞれ階段・エスカレーターがあり、北側からはシテ島のオテル・デュー・ド・パリ前に、南からは地下の連絡通路を経てメトロ10号線のクリュニー＝ラ・ソルボンヌ駅に通じている。

### C線

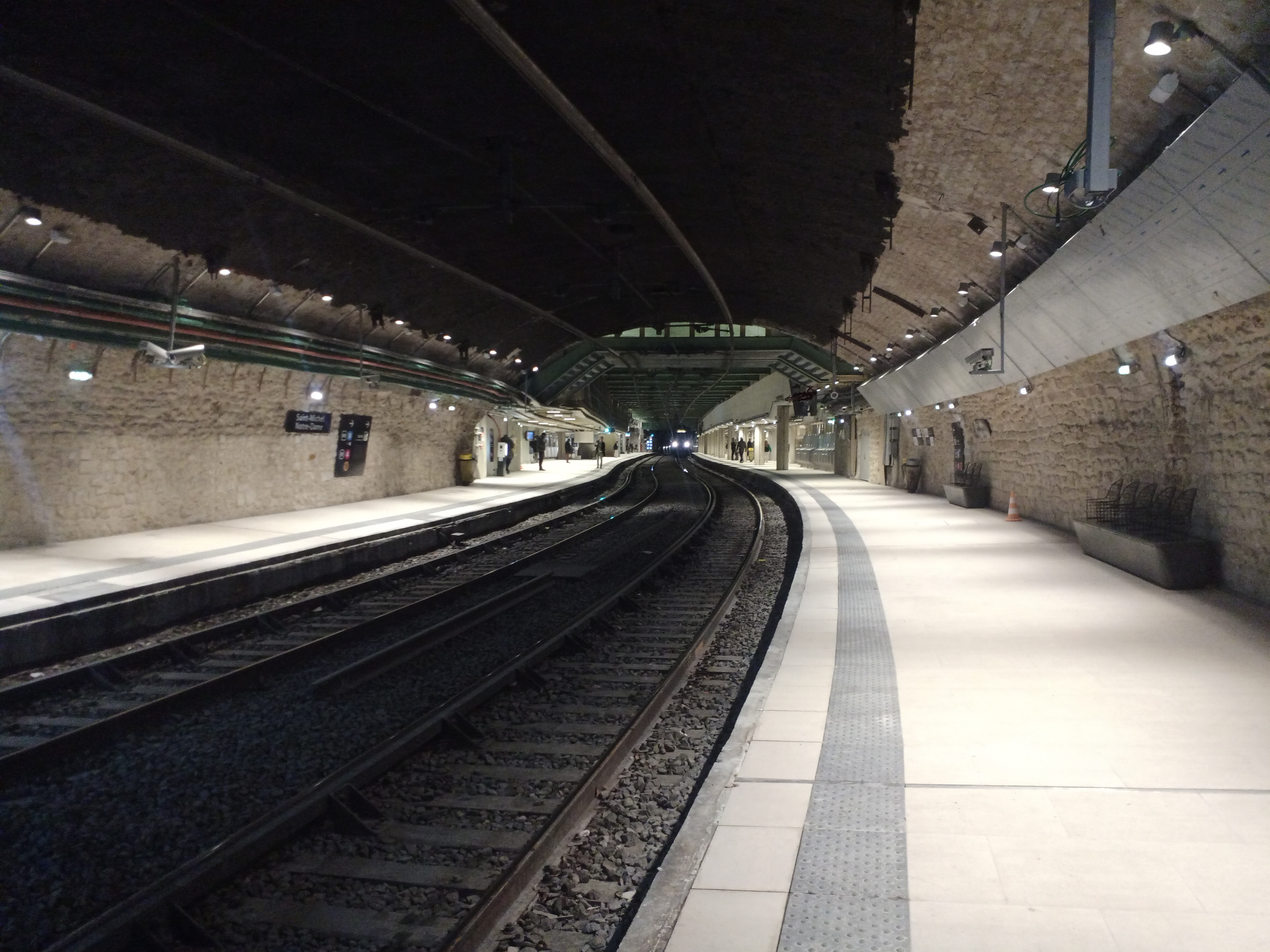
C線ホーム

C線の駅はサン・ミシェル河岸の地下、セーヌ川と平行に東西方向に相対式ホーム2面2線がある。
改札口は駅の東端、中央西よりのホーム上（両方向とも）、西端の三ヶ所にあり、東の改札からはプティ・ポン広場、中央西よりの改札からはサン＝ミッシェル広場周辺に、西端の改札からはサン＝ミッシェル広場の西方に出ることができる。また中央西よりの改札からはメトロ4号線のサン＝ミッシェル駅への連絡通路がある。

## 利用状況
2015年の推計によると、RER B線の年間乗客数は7,806,419人。RER Cの年間乗客数は32,119,200人だった。

## 駅周辺
駅周辺のセーヌ川沿いは世界遺産「パリのセーヌ河岸」に含まれる。
C線の出口のあるサン＝ミッシェル広場はミカエル像のある噴水で知られる。広場の周辺は書店が多くあり、東側はレストラン街である。B線の南側の出口近くにはクリュニーの中世博物館がある。
シテ島のノートルダム大聖堂、パリ警視庁、サント＝シャペルなども近い。

## 隣の駅
RER
 B線
シャトレ-レ・アル駅 - サン＝ミッシェル＝ノートルダム駅 - リュクサンブール駅
 C線
ミュゼ・ドルセー駅 - サン＝ミッシェル＝ノートルダム駅 - オステルリッツ駅